# Der Verschwender
Der Verschwender (en français Le Dissipateur) est une pièce de Ferdinand Raimund.

## Argument
Même si on dit que la fée Cheristane fait du bien avec les perles de sa couronne sur la terre, elle fait presque tout don à Julius Flottwell, qu’elle aime. Lorsqu'elle doit retourner dans le royaume des fées, elle se montre d'abord sous sa vraie forme et lui demande de donner un an de sa vie pour lui dire au revoir.
Exploité sans vergogne par son valet de chambre Wolf, qu’il considère comme un homme bon, Flottwell n’est fidèle que par son serviteur simple, Valentin. Trois ans plus tard, Flottwell vit dans le luxe, Wolf court après Rosa malgré la colère de Valentin, et un mystérieux mendiant, qui apparaît encore et encore, veut que Flottwell ait toujours un riche cadeau. Flottwell veut épouser Amalie, la fille du président de Klugheim, mais son père est contre, car il refuse le style de vie somptueux de son amant. Flottwell a même jeté les bijoux de mariée coûteux pour Amalie par la fenêtre, parce qu’il ne l'aimait pas. Le mendiant les récupère également, mais pour se venger, Wolf soupçonne Rosa de vol. Indignés, Rosa et Valentin quittent leur service. Julius blesse le baron Flitterstein, le futur mari d'Amalia, dans un duel et s'enfuit avec son amoureuse en Angleterre. Wolf refuse l'intérêt personnel de l'accompagner et se moque de ce qui se passe.
Après seulement vingt ans, Flottwell revient, appauvri et seul, après avoir perdu sa femme et son enfant dans un naufrage. Lorsqu'il voit son ancien bien, il apprend que son ancien valet de chambre Wolf, qui avait toujours trompé Flottwell pour de grosses sommes d'argent, l'a acheté. Mais il est devenu vieux et malade, Wolf montre cyniquement la porte à son ancien maître. Seul le fidèle Valentin, maintenant maître charpentier, veut le recevoir avec joie, mais Rosa le jette à nouveau. Lorsque Flottwell, qui ne voit aucun sens dans sa vie, veut se suicider, le mendiant, en réalité Azur, le factotum de Cheristane, se montre. Comme il a fidèlement conservé tous les cadeaux que Flottwella a jetés, même les bijoux, il peut lui rendre une partie de ses avoirs antérieurs. Valentin a entretemps forcé Rosa à céder, menaçant de la laisser avec les enfants. Mais Flottwell est maintenant en position de soutenir Valentin et sa famille par gratitude pour leur loyauté prouvée. Pour la dernière fois, Cheristane apparaît et promet à la bien-aimée une réunion.

## Histoire
Ferdinand Raimund commence à écrire la pièce le 17 octobre 1833 et la termine le 2 décembre. Le 20 février 1834 a lieu la première.
Le thème du revers de fortune est d'actualité. Au cours des premières décennies du XIXe siècle, de nombreuses Viennois ont une grande fortune puis s'effondrent aussi rapidement après un plaisir insouciant de la vie. Sur ce sujet, Raimund a déjà écrit Der Bauer als Millionär en 1826. D'autres contemporains écrivent des pièces sur ce sujet, comme Adolf Bäuerle, Carl Meisl ou Josef Alois Gleich. Tous s'inspirent de la pièce Le Dissipateur de Philippe Néricault Destouches, parue en 1753.
Ferdinand Raimund qualifie son œuvre d'originale, que le sujet est sa propre invention. Quatre ans après Die unheilbringende Zauberkrone, il retourne dans le théâtre populaire après une excursion infructueuse dans une inspiration classique. Der Verschwender est toujours dans la tradition de la magie, mais presque à la fin. Un an plus tôt, Johann Nestroy avait fait ce développement avec sa pièce Der böse Geist Lumpacivagabundus, écartant ainsi l'idéalisme romantique et le réalisme critique. Raimund suit son rival, tout en gardant ce qui les différencie.
À partir de la onzième représentation, le 6 mars 1834, le programme annonce Ferdinand Raimund dans le rôle de Valentin.
La pièce comprend des chansons. La plus connue est Das Hobellied.

## Personnages
Au début, la figure de Flottwell est dépeinte comme un dépensier irréfléchi qui, après des décennies et sa chute dans la pauvreté et la solitude, est en mesure de faire face à ses actions antérieures. La conclusion conciliante pour lui, que Raimund trouve et à laquelle il est lui-même incapable de croire, est davantage due à l’attitude morale du poète, qui ne peut et ne veut pas laisser sa générosité antérieure et sa vertu tardive sans récompense. Un exemple possible de Flottwell pourrait être Moritz von Fries (1777-1826).
Le sympathique Valentin peut être considéré comme un développement du fidèle serviteur, Florian Waschblau, de Der Diamant des Geisterkönigs. Raimund crée, en rupture délibérée avec la tradition, juste un petit serviteur et se moque du modèle des auteurs du passé.
Sa partenaire Rosa est, du moins dans les deux premières versions, la Colombina à côté d'Arlequin. Dans la troisième, elle ne ressemble pas à la mauvaise femme du Alt-Wiener Volkstheater.
L'opposé de Valentin est le valet de chambre Wolf, un flatteur menteur, corrompu et voleur qui, sans hésiter, laisse tomber son maître ; son prédécesseur est le Lorenz de Der Bauer als Millionär.
D'un côté, Cheristane est un représentant du monde spirituel, mais en même temps une preuve supplémentaire du rapprochement de Raimund du spirituel avec le monde humain depuis sa première pièce.

## Représentations
Ferdinand Raimund, Alexander Girardi, Paul Hörbiger, Attila Hörbiger, Josef Meinrad et Otto Schenk font partie des acteurs de théâtre autrichiens les plus connus ayant interprété le rôle de Valentin.

## Adaptations
Il existe de nombreuses adaptations cinématographiques de la pièce. La première est Der Millionenonkel, réalisé par Hubert Marischka, sorti en 1913. En 1917, le couple Jacob et Luise Fleck réalisent un deuxième film muet en deux parties. La plus connue est probablement celle de 1953, où Attila Hörbiger joue Flottwell.

## Source de la traduction
- (de) Cet article est partiellement ou en totalité issu de l’article de Wikipédia en allemand intitulé « Der Verschwender » (voir la liste des auteurs).